# Traiania venadoensis
Traiania venadoensis is een hooiwagen uit de familie Zalmoxioidae.